# La Marina del Prat Vermell
La Marina del Prat Vermell este un cartier din districtul 3, Sants-Montjuïc, al orașului Barcelona.